# 이사고
이사고(李師古, ? ~ 806년)은 고구려 유민 출신의 제나라의 3대 국왕이다. 제나라의 2대 국왕 이납의 아들이다.
아버지인 이납으로부터 792년 정식으로 절도사직을 이어받아 산둥반도 일대를 다스린다.
당 조정으로부터의 정식 호칭은 평로치청절도관찰사 겸 해운압신라발해양번사(平盧淄靑節度觀察使兼海運押新羅渤海兩蕃使)이었다.
망명자나 범법자 중에서 능력 있는 자를 모아 요직에 임명하고 후대하였으며, 소금 산지를 확보하여 독립의 기반을 확고히 하여 독자적인 독립 국가로서의 기반을 다졌다.
그는 806년 6월에 사망하였는데, 이후 이복 동생인 이사도(李師道)가 절도사가 되었다.
| 전 대 이납 | 제3대 제나라 국왕 792년 - 807년 | 후 대 이사도 |